# Cheilolejeunea norisiae
Cheilolejeunea norisiae là một loài Rêu trong họ Lejeuneaceae. Loài này được G. Dauphin & Gradst. mô tả khoa học đầu tiên năm 2003.